# Glória (Estremoz)
Glória ist eine portugiesische Gemeinde (Freguesia) im Kreis (Concelho) von Estremoz mit 452 Einwohnern (Stand 19. April 2021)..
Seit der Kommunalwahl 2009 in Portugal wird Glória nicht von einer der großen Parteien regiert, sondern von der Bürgerliste JPG – Juntos por Glória (port. für: Zusammen für Glória).
Der Schandpfahl Pelourinho de Canal aus dem 16. Jahrhundert steht seit 1933 unter Denkmalschutz. Er bezeugte in dem im heutigen Gemeindegebiet gelegenen Ort Chão das Casas Rechtshoheit seiner Besitzer, dem Haus Braganza.